# Tecnologia em oftálmica
Oftálmica é um curso de ensino superior com duração de seis períodos. Esta tecnologia compreende a fisiologia, ortóptica, e o sono humanos, e aplica exames oculares complementares para ajudar o oftalmologista na prevenção, no tratamento e no diagnóstico de problemas e alterações dos olhos e da visão.  Introduzido no Brasil em 1997 pela Universidade Federal de São Paulo, o tecnólogo oftálmico é profissionalmente reconhecido pelo Ministério da Educação e pelo Conselho Federal de Medicina - porém ainda não conseguiu sua inserção na classificação brasileira de ocupações.

## Atribuições
Opera equipamentos de fotografia, ultrassonografia ocular para medir a percepção e a amplitude visual, o desempenho de cada um dos olhos e a capacidade de identificação das cores a fim de tratar dos defeitos da visão sensorial e motora com fisioterapia ocular que utiliza exercícios musculares, equipamentos eletrônicos e ferramentas de estimulação motora e sensorial, como lentes prismáticas e filtros, para corrigir distúrbios da visão binocular e resgatar a capacidade visual de pacientes.
Por se tratar de um profissional que atua na prevenção e na promoção de saúde, é necessário que ele conheça o processo visual completo, em seus aspectos fisiológicos e que funcionam.  Ele trabalha sob a supervisão de um oftalmologista, em consultórios e clínicas especializadas. Também é possível atuar em unidades hospitalares de cirurgia ocular.